# Helga Herdejürgen
Helga Herdejürgen (* 9. Juli 1938 in Bremen; † 27. Juli 2001 in Bonn) war eine deutsche Klassische Archäologin.

## Leben
Helga Herdejürgen studierte Klassische Archäologie und Philologie an den Universitäten zu Freiburg und Bonn, wo sie 1964 als Schülerin von Ernst Langlotz promoviert wurde. Für das Jahr 1965/1966 erhielt sie das Reisestipendium des Deutschen Archäologischen Instituts. Nach ihrer Rückkehr arbeitete sie bis 1970 im Antikenmuseum Basel. Seitdem lebte sie als Privatgelehrte in Bonn und Rom.
Ihre Forschungsschwerpunkte lagen bei antiken Terrakotten, Götterstatuen, Reliefs und römische Sarkophagen. Im Sarkophagcorpus bearbeitete sie die Bände über Ravenna (1979) und stadtrömische und italische Girlandensarkophage (1996); ein Folgeband kam wegen Differenzen mit der Leitung des Corpus nicht zustande.